# Le Prix du sang (Blueberry)
Pour les articles homonymes, voir Le Prix du sang.
Le Prix du sang est le neuvième album de la série de bande dessinée La Jeunesse de Blueberry de François Corteggiani (scénario), Colin Wilson (dessin) et Janet Gale (couleurs). Publié pour la première fois en 1994, c'est le dernier du cycle d'Atlanta (deux tomes).

## Résumés

### Court
Blueberry, le sergent Grayson et Homer traquent Bowman dans le but de le tuer. Pendant leur mission, ils découvrent un entrepôt secret qui alimente les soldats sudistes et s'installent dans une plantation. Bowman les retrouvera et tous se battront pour leur survie respective.

### Détaillé
Dans un bois, Blueberry, Homer et le sergent Grayson observent un garçon. Blueberry est satisfait, car il suppose qu'ils se trouvent près d'un village, là où ils pourront trouver à se nourrir. Se doutant que la troupe de Blueberry se dirige vers son village, le garçon en avertit les habitants, ce qui les met en alerte. De son côté, Blueberry monte une mise en scène avec l'aide de ses compagnons : ils passeront pour des soldats qui amènent des prisonniers.
Alors que Blueberry et Grayson s'avancent dans le village, un habitant tire en leur direction. Ils répliquent et se cachent dans un magasin. Après avoir entendu leur propos, les propriétaires comprennent qu'ils ne sont pas « des bandits ». Une fois le calme revenu, Blueberry explique qu'ils appartiennent à l'armée sudiste et qu'ils ont besoin de nourriture. Des habitants expliquent que des bandits sont passés dans leur village deux jours auparavant et qu'ils en ont capturé un.
Blueberry reconnaît l'un des « associés » de Bowman. Pendant qu'il l'interroge en tête à tête, les deux entendent des coups de feu. Blueberry intervient pour faire cesser les tirs : Homer tentait de savoir ce qui se tramait dans le village. Finalement, Blueberry obtient de la nourriture ainsi que la garde de l'associé et tous ses hommes s'éloignent paisiblement même si la tension est palpable parmi les habitants qui n'aiment pas les noirs.
Quelques jours plus tard, ils découvrent un « entrepôt secret » qui sert à ravitailler en nourriture les soldats sudistes. Blueberry remarque qu'une femme y amène des aliments. Il en conclut qu'elle a probablement besoin d'aide pour s'occuper des récoltes. Lui et le sergent Grayson la suivent discrètement pour déterminer l'endroit où elle demeure, la plantation Reynes.
Près de la demeure de la femme, les deux hommes observent des canons gardés par un soldat. Après avoir assommé le gardien, une femme, ils découvrent que ce sont de faux canons : « Évidé et peint en noir mais un tronc quand même ». Ils assomment un chien de garde et s'enfuient par la suite.
Les deux hommes retrouvent les autres membres de leur groupe et se cachent dans des grottes à quelque distance de là. L'associé de Bowman, s'étant emparé d'un pistolet, s'enfuit après avoir blessé Homer. Bien que le fuyard risque d'alerter Bowman, Blueberry décide de demander de l'aide à la plantation Reynes en faisant passer son groupe pour des soldats sudistes. Elisabeth fait faire le tour du propriétaire à Blueberry. C'est ainsi qu'il découvre que la plantation est maintenue en activité par des femmes et des enfants. En discutant des impacts de la guerre, Blueberry en vient à se demander : « Où est le mal ? » La femme lui répond : « En face... Toujours en face ». 
L'associé de Bowman informe ce dernier que Blueberry le traque. Ayant entendu ce qu'il souhaite, Bowman tue son associé et décide de lancer une expédition en direction de la plantation Reynes. De son côté, Blueberry profite de la blessure de Homer pour justifier une prolongation de sa présence à la plantation. Des femmes sur place croient que Blueberry et ses hommes sont des pillards plutôt que des soldats. Elisabeth décide de demander conseil au capitaine Dixby, le responsable de l'entrepôt secret, qu'elle rencontrera le lendemain. 
À la plantation, un garçon a surpris une conversation entre Grayson et un soldat noir : « si une de nos hôtesses devait s'apercevoir que vous êtes tous armés ». Il informe les femmes et celles-ci s'arment. Alors qu'elles tiennent en joue les hommes de la troupe de Blueberry, une garde vient leur annoncer qu'un « petit groupe de confédérés » se dirige vers leur plantation. Lorsqu'ils approchent, Grayson met en garde les femmes, car le groupe est mené par Bowman. Ce dernier est satisfait de la tournure des évènements : « Je suis bien un assassin ha ha ha... mais le pire de tous ». 
À cause de sa blessure qui le maintenait dans un bâtiment à l'écart, Homer est parvenu à s'enfuir. À l'entrée de la plantation, il avertit Blueberry et Elisabeth de la situation. Ils mettent au point un plan où un vieux canon et la femme joueront un rôle. Après avoir assommé plusieurs hommes de Bowman, Homer et Blueberry mettent en position le canon face à la maison principale. Elisabeth entre dans la cour à ce moment, ce qui attire Bowman à l'extérieur. Devant le refus de Bowman de se rendre, Blueberry fait tirer le canon vers les hommes dans la maison. Homer en profite pour libérer les prisonniers. 
Il s'ensuit plusieurs échanges de coups de feu. Les hommes de Bowman se réfugient dans une grange lorsqu'ils s'aperçoivent qu'ils ont à affronter à la fois la troupe de Blueberry, les femmes de la plantation et les hommes du capitaine Dixby. Bowman, ayant capturé Elisabeth, s'enfuit à cheval. 
Le capitaine poursuit Bowman et en vient à entrer en collision avec son cheval. Étant blessé, Bowman le met en joue, mais Elisabeth abat Bowman, car elle « porte [un] Derringer depuis le début de la guerre ». 
Le capitaine Dixby explique à Blueberry qu'il est intervenu à la plantation car il a découvert que Blueberry n'était pas celui qu'il prétendait être. Reconnaissant, il laisse Blueberry s'enfuir. Ce dernier embrasse la femme, car il « [veut] se fabriquer un souvenir ».

## Personnages principaux
- Blueberry : lieutenant de cavalerie nordiste à la recherche de Bowman pour le tuer[15].
- Sergent Grayson : sous-officier nordiste qui aide Blueberry[16].
- Homer : officier nordiste noir qui aide Blueberry[17].
- Elisabeth : propriétaire d'une plantation[18].
- Bowman : un voleur et un assassin[19].
- Wingert : un associé de Bowman[20].